# Mosstodloch
Mosstodloch är en by i Moray i Skottland. Byn är belägen 187,2 km 
från Edinburgh. Orten har 1 000 invånare (2016).